# Urve
Urve ist ein estnischer weiblicher Vorname.

## Bekannte Namensträger
- Urve Karuks (1936–2015), estnische Schriftstellerin
- Urve Palo (* 1972), estnische Politikerin
- Urve Tiidus (* 1954), estnische Politikerin